# 解离常数
在化学、生物化学及药理学中，解离常数（英語：dissociation constant，{\displaystyle K_{d}}）是一种特定类型的平衡常数，用于衡量一较大物体与另一较小组分分开（解离）的倾向，也可以描述配合物解体成组分分子或盐分裂为其组分离子。解离常数是缔合常数的倒数。对于一些特定的盐，解离常数亦可被称为电离常数。
对于一般的反应：
{\displaystyle \mathrm {A} _{x}\mathrm {B} _{y}\rightleftharpoons x\mathrm {A} +y\mathrm {B} }
其中复合物{\displaystyle \mathrm {A} _{x}\mathrm {B} _{y}}分解为x份A亚单位及y份B亚单位，则解离常数被定义为：
{\displaystyle K_{d}={\frac {[A]^{x}\times [B]^{y}}{[A_{x}B_{y}]}}}
其中[A]、[B]与[AxBy]分别指A、B与复合物AxBy的浓度。